# Beppes godnattstund
Beppes godnattstund var ett barnprogram som sändes i Sveriges Television. Det sändes i fem omgångar, med något skiftande utformning, mellan 1968 och 1974 och har sedan dess flitigt repriserats.

## Om programmet
De två första säsongerna sändes programmet i svartvitt och blev mycket uppmärksammat för sitt annorlunda innehåll. Beppe Wolgers ligger iklädd pyjamas i en stor säng, tillsammans med trasdockorna Hungran, Busan, Gäspan och Kraman. Sigrid sitter bredvid på pottan och avslutar alltid programmet med sin enda replik "Fäääääärdig!" som väckte den då insomnade Beppe. I senare program dök även dockan Fantasissis upp. Hungran var väldigt förtjust i mat och favoriten var köttbullar, Busan var den energiska och företagsamma trasdockan, som alltid kallade Beppe för "jättebebisen i knasluvan".
I programmet diskuterade dockorna och "jättebebisen med knasluvan" allt mellan himmel och jord på barnsligt men samtidigt mycket allvarligt vis.
Programmet inleddes med en del av Johann Sebastian Bachs tredje orkestersvit som i slutet av 1800-talet fick det populära namnet "Air". Den framfördes av a cappella-gruppen Swingle Singers som kallade melodin "Aria".
Bernt Franckie som gjort dockorna gjorde också röst åt Hungran. Beppes hustru Kerstin Dunér gjorde röst till Gäspan, producenten Ulla Berglund gjorde Kraman och Sigrid och Beppe själv gjorde Busan. Medverkade i serien gjorde också Alice Babs och Cornelis Vreeswijk.

## Medverkande
- Beppe Wolgers - Busan
- Kerstin Dunér - Gäspan
- Ulla Berglund - Kraman och Sigrid
- Bernt Franckie - Hungran